# Sisenna Estatili Taure
Sisenna Estatili Taure (en llatí: Sisenna Statilius Taurus; en grec antic: Σεισέννας Στατίλιος Ταῦρος) o Tit Estatili Taure Sisenna (Titus Statilius Sisenna Taurus) va ser un magistrat romà del segle i que va viure sota els emperadors August i Tiberi. Era fill, probablement, de Tit Estatili Taure (cònsol 26 aC), un general romà al servei d'August, i germà de Tit Estacili Taure (cònsol l'any 11); la seva mare era probablement Cornèlia Sisenna.
Va ser nomenat cònsol l'any 16 juntament amb Luci Escriboni Libó. La seva carrera com a magistrat és desconeguda: només ha sobreviscut el registre del consolat ordinari de l'any 16, però se sap que era membre del col·legi dels Pontífexs.
Posseïa grans propietats a Dalmàcia i el nord d'Itàlia i una casa al Palatí de Roma, que havia pertangut anteriorment a Ciceró.
Va tenir un fill, Estatili Taure Sisenna, i una filla anomenada Estatília Cornèlia.